# 王骥程
王骥程（1928年5月—2018年12月28日），男，浙江镇海人，中国化工自动化专家，曾任浙江大学教授、博士生导师。